# Manuel Kellner
Manuel Kellner (* 25. Juli 1955) ist ein deutscher Buchautor, Journalist und Trotzkist.

## Leben und Wirken
Kellner studierte Geschichte und Politikwissenschaft an der RWTH Aachen. 2006 erfolgte seine Promotion mit einer Arbeit über das theoretische Denken von Ernest Mandel.
2004 veröffentlichte Kellner eine Einführung in den Trotzkismus. 2010 verfasste er mit Kritik der Religion und Esoterik ein zweites Werk, das ebenfalls in der Reihe theorie.org des Schmetterling Verlages erschien. Kellner ist Mitglied der internationalen sozialistischen Organisation und langjähriger Mitarbeiter der SoZ. Zudem war er Mitarbeiter des NRW-Landtags-Abgeordneten Michael Aggelidis (Die Linke).

## Veröffentlichungen
- Trotzkismus. Einführung in seine Grundlagen – Fragen nach seiner Zukunft. Schmetterling Verlag, Stuttgart 2004, ISBN 978-3-89657-584-5 (2. Auflage: 2013, ISBN 978-3-89657-675-0).
- Gegen Kapitalismus und Bürokratie – zur sozialistischen Strategie bei Ernest Mandel. Dissertation. Universität Marburg 2006 (online, PDF; 1,8 MB). (= Wissenschaft und Forschung. 22). Neuer isp-Verlag, Karlsruhe/Köln 2009, ISBN 978-3-89900-022-1.
  - englische Übersetzung: Against Capitalism and Bureaucracy. Ernest Mandel’s Theoretical Contributions (= Historical Materialism Book Series, Volume: 279), Bill, Leiden 2023, ISBN 978-90-04-53349-3.
- Kritik der Religion und Esoterik. Außer sich sein und zu sich kommen. Schmetterling, Stuttgart 2010, ISBN 978-3-89657-587-6 (2. Auflage: 2015, ISBN 978-3-89657-684-2).
- mit Ekkehard Lieberam, Robert Steigerwald (Hrsg.): Reform und Revolution. Laika-Verlag, Hamburg 2013, ISBN 978-3-942281-60-7.
- Trotzkismus 2.0. Neue Entwicklungen, neue Fragen. Schmetterling, Stuttgart 2022, ISBN 3-89657-178-8.